# Third Watch
Third Watch foi um seriado de televisão norte-americano do gênero drama exibido na NBC entre 1999 e 2005, tendo um total de seis temporadas. Foi produzida pelos mesmos produtores da série Plantão Médico. No Brasil, foi exibido pelo canal SBT, sempre em horários noturnos ou na madrugada. A série mostra o dia a dia de policiais, paramédicos e bombeiros do 55° distrito da cidade de Nova York. O watch do título original da série pode ser traduzido como turno de trabalho. Assim, os personagens principais da série fazem parte do 3° turno diário de trabalho, iniciando às 15:00 horas e encerrando às 23:00 horas da noite, sem contar com possíveis horas extras. O distrito policial, assim como o corpo de bombeiros fica na esquina das ruas King St. com a Arthur St., sendo assim apelidado de Camelot. As cenas externas da série foram filmadas no Queens. Apesar de existirem várias séries com temas isolados, somente Third Watch trouxe no mesmo programa televisivo os três principais serviçoes de emergência de Nova York juntos.

## Elenco
O elenco original de Third Watch na primeira temporada era composto por Michael Beach, Coby Bell, Bobby Cannavale, Eddie Cibrian, Molly Price, Kim Raver, Anthony Ruivivar, Skipp Sudduth, e Jason Wiles.
Em 2000, Amy Carlson foi adicionada como uma nova personagem dos paramédicos e dos bombeiros. No ano seguinte, Bobby Cannavale deixou a série após anunciar que não conseguia desenvolver seu personagem da forma como gostaria.
No início da terceira temporada, Chris Bauer também passou a ser um dos personagens principais como Fred Yokas. Tia Texada começou fazendo apenas algumas participações, e também virou personagem principal pouco tempo depois, em 2002. Amy Carlson deixou a série em 2003. No final daquele ano, Nia Long foi introduzida como a policial Sasha Monroe. No mesmo ano ainda, Yvonne Jung começou a aparecer constantemente, mesmo sendo apenas uma personagem secundária. Bonnie Dennison também se encontrou na mesma situação, interpretando Emily Yokas, filha de Faith.
Em 2004, após a celebração do 100° episódio, Eddie Cibrian e Michael Beach também deixaram a série. O personagem de Cibrian foi o primeiro a deixar a série sem morrer. Uma das protagonistas, Molly Price, se ausentou durante alguns meses pois estava grávida. Os roteiristas da série decidiram que na ausência de Price, sua personagem estaria ausente em decorrência de um tiro. Porém, Price sempre fazia algumas aparições sob o leito de hospital, para esconder a gravidez. Cara Buono passou a ser uma das paramédicas no final da quinta temporada, em 2004.
Kim Raver decidiu sair da série também, pois havia recebido o convite para participar da série 24 Horas. Josh Stewart passou a ser personagem principal na sexta temporada, interpretando Brendan Finney. Depois de alguns meses de ausência, Bonnie Dennison se recusou a fazer novamente a personagem Emily, enquanto Chris Bauer deixou a série para se dedicar a seu programa solo Tilt, mas fazia algumas aparições. Beach, Cibrian e Raver participaram do episódio final, Goodbye to Camelot.

### Elenco Principal
Os personagens estão por ordem de números de episódios com aparições na série. Coby Bell foi o único presente nos 132 episódios da série ao longo das seis temporadas.
| Ator             | Personagem                                  | N° de Episódios | Temporadas como Protagonista | Temporadas como convidado |
| ---------------- | ------------------------------------------- | --------------- | ---------------------------- | ------------------------- |
| Coby Bell        | Policial do NYPD Tyrone "Ty" Davis, Jr.     | 132             | 1, 2, 3, 4, 5, 6             | --                        |
| Jason Wiles      | Policial do NYPD Maurice "Bosco" Boscorelli | 130             | 1, 2, 3, 4, 5, 6             | --                        |
| Michael Beach    | Paramédico Monte "Doc" Parker               | 104             | 1, 2, 3, 4, 5                | 6                         |
| Skipp Sudduth    | Policial do NYPD John "Sully" Sullivan      | 66              | 1, 2, 3, 4, 5, 6             | --                        |
| Molly Price      | Policial do NYPD/Detetive Faith Yokas       | 65              | 1, 2, 3, 4, 5, 6             | --                        |
| Anthony Ruivivar | Paramédico Carlos Nieto                     | 65              | 1, 2, 3, 4, 5, 6             | --                        |
| Tia Texada       | NYPD Sargento Maritza Cruz                  | 57              | 5, 6                         | 4                         |
| Kim Raver        | Paramédico Kimberly "Kim" Zambrano          | 53              | 1, 2, 3, 4, 5                | 6                         |
| Chris Bauer      | Frederick "Fred" Yokas                      | 41              | 3, 4, 5                      | 1, 2, 6                   |
| Bobby Cannavale  | Paramédico Roberto "Bobby" Caffey           | 39              | 1, 2                         | --                        |
| Eddie Cibrian    | Bombeiro do FDNY James "Jimmy" Doherty      | 37              | 1, 2, 3, 4, 5                | 6                         |
| Bonnie Dennison  | Emily Yokas                                 | 32              | 4, 5, 6                      | --                        |
| Yvonne Jung      | Paramédica Holly Levine                     | 31              | 5, 6                         | --                        |
| Nia Long         | Policial do NYPD/IAB Detetive Sasha Monroe  | 26              | 5, 6                         | --                        |
| Cara Buono       | Paramédico Grace Foster                     | 23              | 6                            | --                        |
| Amy Carlson      | Paramédico/Bombeiro Alexandra "Alex" Taylor | 21              | 2, 3, 4                      | --                        |
| Josh Stewart     | Policial do NYPD Brendan Finney             | 20              | 6                            | --                        |

### Elenco de Convidados
Personagens listados por número de aparições em temporadas. Bill Walsh e Derek Kelly são bombeiros na vida real.
| Ator                     | Personagem                                     | Temporada como Convidado |
| ------------------------ | ---------------------------------------------- | ------------------------ |
| Derek Kelly              | Bombeiro do FDNY Derek "DK" Kitson             | 1, 2, 3, 4, 5, 6         |
| Bill Walsh               | Bombeiro do FDNY William "Billy" Walsh         | 1, 2, 3, 4, 5, 6         |
| Patti D'Arbanville       | Rose Boscorelli                                | 1, 2, 3, 4, 5, 6         |
| Jeremy Bergman           | Charles "Charlie" Yokas                        | 1, 2, 3, 4               |
| Lonette McKee            | Maggie Davis                                   | 1, 2, 3, 4               |
| James Rebhorn            | Capitão no NYPD Elchisak                       | 1, 2, 3                  |
| P.J. Morrison            | Emily Yokas                                    | 1, 2, 3                  |
| Kristopher Scott Fiedell | Joseph "Joey" Doherty                          | 1, 2, 3                  |
| Lisa Vidal               | Dr. Sara Morales                               | 1, 2                     |
| Wendell Pierce           | Policial do NYPD Conrad "Candyman" Jones       | 1                        |
| Nick Chinlund            | Detetive do NYPD Tancredi                      | 1                        |
| Ernest Mingione          | Tenente do NYPD Kowalski                       | 1                        |
| Jon Seda                 | Mateo "Matty" Caffey                           | 1                        |
| Saundra McClain          | Enfermeira Mary Proctor                        | 2, 3, 4, 5, 6            |
| John Michael Bolger      | Tenente do FDNY Johnson                        | 2, 3, 4                  |
| Savannah Haske           | Tatiana Deschenko                              | 2, 3                     |
| Nick Sandow              | Bombeiro do FDNY Joseph "Joe" Lombardo III     | 2                        |
| Carol Woods              | Tenente do NYPD Rice                           | 2                        |
| Eva LaRue                | Policial do NYPD Brooke Doherty                | 2                        |
| Anne Twomey              | Catherine Zambrano                             | 2                        |
| Joe Lisi                 | Tenente do NYPD Robert "Bob" Swersky           | 3, 4, 5, 6               |
| Charlie Day              | Michael "Mikey" Boscorelli                     | 3, 4, 5                  |
| Brad Beyer               | Sargento do NYPD Jason Christopher             | 3                        |
| Charlie McWade           | Policial do NYPD Steven Gusler                 | 3                        |
| Darien Sills-Evans       | Dr. Fields                                     | 4, 5, 6                  |
| Joe Badalucco            | Detetive do NYPD "Jelly" Grimaldi              | 6                        |
| Charles Haid             | Capitão do NYPD e da IAB Cathal "CT" Finney    | 6                        |
| Manny Perez              | Policial do NYPD Manny Santiago                | 6                        |
| Aidan Quinn              | Tenente do NYPD John Miller                    | 6                        |
| Jason Shaw               | Bombeiro do FDNY Stu "vários Zs" Szczelaszczyk | 6                        |

### Convidados Especiais
Alguns dos convidados especiais foram Joseph Cross, Mykelti Williamson, Rosie O'Donnell, Haylie Duff, Corbin Bleu, Henry Winkler, Kate Jackson, Nick Turturro, Anson Mount, Eve, Gene Simmons, DMX, Roy Scheider, Method Man, Paul Michael Glaser, Wyclef Jean, Veronica Hamel, Ethan Suplee, Treach, Adam Beach, Mia Farrow, Tom Berenger, Sherry Stringfield, Jason Sehorn e Ann-Margret.

## Crossover
Crossover são episódios em que personagens de duas séries interagem. Third Watch participou de dois crossovers, com as séries Plantão Médico e Medical Investigation. Molly Price, Jason Wiles, Kim Raver e Amy Carlson fizeram duas aparições no episódio de crossover de Plantão Médico, enquanto a atriz Sherry Stringfield fez o mesmo no correspondente em Third Watch. Por contar com os mesmos produtores, alguns atores participaram de ambas as séries, mas como personagens diferentes, em episódios que não foram considerados crossovers. Michael Beach, que interpreta Monte 'Doc' Parker em Third Watch, participou como convidado da série Plantão Médico, fazendo o personagem Al Boulet, marido de Jeanie Boulet que tinha HIV. Tanto Beach, como Coby Bell e Lisa Vidal interpretaram diferentes personagens em ambas as séries. Bell fez uma pequena participação em 1997, enquanto Vidal interpretou uma bombeira lésbica chamada Sandy Lopez.
O outro crossover da série foi com Medical Investigation, em 18 de fevereiro de 2005.

## Estreias e Audiência
Todas as seis temporadas de Third Watch foram originalmente exibidas pela rede NBC dos Estados Unidos entre os anos de 1999 e 2005. Os horários presentes na tabela são correspondentes ao horário da Costa Leste dos Estados Unidos. O número de telespectadores é apenas uma aproximação, não existem números precisos. O ranking é em relação a audiência no ano de exibição da temporada na TV aberta estadunidense.
| Temporada | Horário de Exibição                                                 | Estreia              | Final             | Telespectadores (em milhões) | Posição no Ranking |
| --------- | ------------------------------------------------------------------- | -------------------- | ----------------- | ---------------------------- | ------------------ |
| 1         | 21:00 horas - terça-feira                                           | 23 de setembro, 1999 | 22 de maio, 2000  | 11,179                       | -                  |
| 2         | 22:00 horas - segunda-feira                                         | 2 de outubro, 2000   | 21 de maio, 2001  | -                            | -                  |
| 3         | 21:00 horas - segunda-feira                                         | 1 de outubro, 2001   | 13 de maio, 2002  | 11,2                         | 38°                |
| 4         | 21:00 horas - segunda-feira                                         | 22 de setembro, 2002 | 28 de abril, 2003 | 11,55                        | 36°                |
| 5         | 22:00 horas - segunda-feira (2003) 22:00 horas - sexta-feira (2004) | 29 de setembro, 2003 | 7 de maio, 2004   | 9,42                         | 62°                |
| 6         | 22:00 horas - sexta-feira                                           | 17 de setembro, 2004 | 6 de maio, 2005   | 9,22                         | 55°                |

Third Watch também foi exibido por canais abertos e por assinatura na África, na Europa, América Latina, Ásia, Oceania e no Oriente Médio.

## No Brasil
No Brasil, a série começou a ser exibida pelo SBT, no ano de 2001, sob o nome de Parceiros da Vida. A série era exibida inicialmente somente para o Estado de São Paulo, após o Programa do Ratinho. Depois, passou a ser exibida para todo o país, no horário das 23:30 h todas as quartas. A série se manteve regular durante as três primeiras temporadas, mas deixou de ser exibida sem explicações. Voltou a ser exibida em diversos horários e dias, de sexta-feira, sábado e até nas manhãs de domingo, sempre seguindo a cronologia. O último episódio foi exibido na madrugada do dia 25 de outubro de 2007, somente para o Estado de São Paulo. Não há índices oficiais de audiência de Third Watch no Brasil. A série também foi exibida pelo canal pago Warner Channel às 14:00 todos os dias, até 2011.

### Dublagem Brasileira
A dublagem brasileira foi realizada pela equipe da Delart, nos estúdios do Rio de Janeiro, entre os anos de 1999 e 2005. Teve como diretor de dublagem Mario Monjardim e como tradutor Manolo Rey.

#### Elenco Principal
Listados pela ordem de número de capítulos que apareceram na série:
| Ator             | Personagem                 | Dublador          |
| ---------------- | -------------------------- | ----------------- |
| Coby Bell        | Tyrone “Ty” Davis Jr.      | Jorge Destez      |
| Jason Wiles      | Maurice “Bosco” Boscorelli | Marcus Jardym     |
| Michael Beach    | Monte "Doc" Parker         | Jorge Lucas       |
| Skipp Sudduth    | John "Sully" Sullivan      | Mauricio Bergher  |
| Molly Price      | Faith Yokas                | Ana Lúcia Menezes |
| Anthony Ruivivar | Carlos Nieto               | Nizo Neto         |
| Tia Texada       | Maritza Cruz               | Élida L'astorina  |
| Kim Raver        | Kimberly "Kim" Zambrano    | Mabel Cezar       |
| Chris Bauer      | Frederick "Fred" Yokas     | Carlos Seidl      |
| Bobby Cannavale  | Roberto "Bobby" Caffey     | ?                 |
| Eddie Cibrian    | James "Jimmy" Doherty      | Bruno Miguel      |
| Bonnie Dennison  | Emily Yokas                | Ana Lúcia Menezes |
| Yvonne Jung      | Holly Levine               | Bia Barros        |
| Nia Long         | Sasha Monroe               | Maíra Góes        |
| Cara Buono       | Grace Foster               | Teresa Cristina   |
| Amy Carlson      | Alexandra "Alex" Taylor    | Carla Pompilio    |
| Josh Stewart     | Brendan Finney             | Marcelo Garcia    |

#### Atores Convidados
Listado por ordem alfabética dos atores dos respectivos personagens:
| Ator                 | Personagem         | Dublador           |
| -------------------- | ------------------ | ------------------ |
| Aaron Stanford       | Sergei             | Julio Monjardim    |
| Adam Beach           | Christian          | Julio Monjardim    |
| Charles Haid         | C. T. Finney       | José Santa Cruz    |
| Charlie Mc Wade      | Gusler             | Julio Monjardim    |
| Dennis Creaghan      | Doug               | Julio Monjardim    |
| Jason Shaw           | Stu                | Julio Monjardim    |
| Joe Lisi             | Swersky            | Samir Murad        |
| Joseph Badaluco Jr.  | Jelly Grimaldi     | Sérgio Stern       |
| Khan Baykal          | Cuadra             | Manolo Rey         |
| Leanna Croom         | Kate               | Fernanda Fernandes |
| Leif Riddell         | Mark Vicetti       | Walmir Barbosa     |
| Michael J. X. Gladis | Eugene             | Julio Monjardim    |
| Nahanni Johnstone    | Nicole             | Silvia Goiabeira   |
| Neal McDonough       | Dr. Stephen Connor | Gutemberg Barros   |
| Pete Scanavino       | Stephan            | Manolo Rey         |
| Rachel Vasquez       | Lourdes            | Iara Riça          |
| Samantha Buck        | Vangie Sundstrom   | Fabíola Martins    |
| Warren Blosjo        | Tommy Shepherd     | Manolo Rey         |

## Lançamento DVD
Após muitos problemas por direitos autorais que duraram anos, Third Watch será lançado em 5 de fevereiro de 2008. O DVD contará com todos os 22 episódios da primeira temporada, além de cenas extras gravadas mas que não foram para a versão final, making-off dos episódios e erros de gravação. A primeira temporada será lançada para as regiões 1, 2 e 4. Ainda não foram definidas quais línguas estarão disponíveis nas legendas.

## Informações Adicionais
- a série ganhou o prestigioso prêmio Peabody Award pelo episódio "In Their Own Words" da terceira temporada, quando os protagonistas da série Michael Beach, Coby Bell, Amy Carlson, Eddie Cibrian, Kim Raver, Anthony Ruivivar, Skipp Sudduth, e Jason Wiles faziam introduções a clipes com entrevistas com bombeiros, paramédicos e policiais de Nova York sobre o atentado terrorista de 11 de setembro de 2001 no World Trade Center. A atriz Molly Price foi entrevistada porque seu marido é bombeiro de Nova York na vida real, além de interpretar o personagem Derek "DK" Kelly em participações especiais na série.

- Bobby Cannavale e Anthony Ruivivar foram indicados ao prêmio ALMA Awards, por fazerem referências positivas de seus personagens latinos.

- Nia Long venceu várias vezes o prêmio NAACP Image Awards pela representação de sua personagem afro-americana Sasha Monroe.

- Coby Bell que interpretou Ty Davis morou próximo ao "ground zero", onde ficavam as torres gêmas do World Trade Center. Ele estava em seu apartamento com sua esposa quando houve o ataque terrorista de 11 de setembro. Eles só ficaram sabendo o que estava acontecendo quando Bell ligou para Jason Wiles, seu companheiro de série. Coby abriu a porta de seu apartamento para ajudar pessoas que estavam fugindo da poeira das ruas, em decorrência da queda das torres.

- Durante os intervalos das gravações, Bell, Ruivivar e Sudduth faziam guerras de jatos d'água com seringas das ambulâncias do set de filmagem.

- Devido a frequência com que interpretava personagens gays na carreira, muitos fãs suspeitavam que Bobby Cannavale fosse gay na vida real. Porém, ele foi casado com Jenny Lumet de 1994 à 2003, e também namorou a atriz Annabella Sciorra.

- Molly Price tem como hobbies o boxe, ler e cozinhar. Ela possui um restaurante em Rhode Island, chamado Three Sisters (Três Irmãs), que serve sanduíches.

- Anthony Ruivivar é filho de pai filipino, descendente de chineses e espanhóis e mãe descendente de alemães e escoceses. Se formou como bacharel pela Universidade de Boston.

- Skipp Sudduth, além de ator, é compositor e possui uma banda de rock progressivo chamada Minus Ted, que lançou dois discos. O irmão de Skipp, Kohl, também é membro da banda. Ele também faz comédia no estilo stand-up.

- Jason Wiles pensa em iniciar carreira de diretor.

- Amy Carlson já visitou todos os estados americanos, com exceção do Alaska. Participou de duas bandas: Porridge de Nova York e MSG, uma banda punk composta somente de mulheres.

- Nia Long já participou de um filme e uma série de TV ao lado de Will Smith, em ambas convidada pessoalmente pelo ator/cantor.

- Bill Walsh e Derek Kelly são bombeiros na vida real e participaram do resgate das vítimas dos ataques terroristas em 11 de setembro de 2001.

## Prêmios e Indicações

### Emmy
- 2003 - Indicado como melhor edição de som para série de televisão
- 2002 - Indicado como melhor edição de som para série de televisão
- 2001 - Indicado como melhor edição de som para série de televisão
- 2000 - Melhor edição de som para série de televisão[1]

### Image Awards
- 2005 - Nia Long - Melhor atriz em série dramática
- 2004 - Nia Long - Melhor atriz em série dramática
- 2003 - Michael Beach - Melhor ator em série dramática
- 2000 - Michael Beach - Indicado como melhor ator em série dramática

### ALMA Awards
- 2002 - Eddie Cibrian - Indicado como melhor ator em série de televisão
- 2002 - Jesús Salvador Treviño - Indicado como melhor diretor em série de drama ou comédia de televisão
- 2001 - Félix Enríquez Alcalá - Melhor diretor em série dramática de televisão
- 2001 - Indicada como melhor série de televisão
- 2000 - Bobby Cannavale - Indicado como melhor ator revelação em série dramática
- 2000 - Eddie Cibrian - Indicado como melhor ator revelação em série dramática